# Marcel Boban
Marcel Boban je bio nogometaš RNK Split. 
 Bio je član u obje Splitove momčadi koje su igrale prvoligaške sezone 1957/58. i 1960/61. U prvoj sezoni odigrao je samo jednu utakmicu zbog odlaska na odsluženje vojnog roka, a u drugoj sezoni zbog teške ozljede lijevog koljena prekinuo je nogometnu karijeru. U toj sezoni odigrao je 13 utakmica.